# Mesotheristus dubius
Mesotheristus dubius är en rundmaskart som först beskrevs av Butschli 1873.  Mesotheristus dubius ingår i släktet Mesotheristus och familjen Monhysteridae. Arten är reproducerande i Sverige. Inga underarter finns listade i Catalogue of Life.